# Anton Endstorfer
Anton Endstorfer (* 15. Juli 1880 in Liesing, Niederösterreich, Österreich-Ungarn; † 2. September 1961 in Wien, Österreich) war ein österreichischer Bildhauer und Medailleur.

## Leben und Wirken

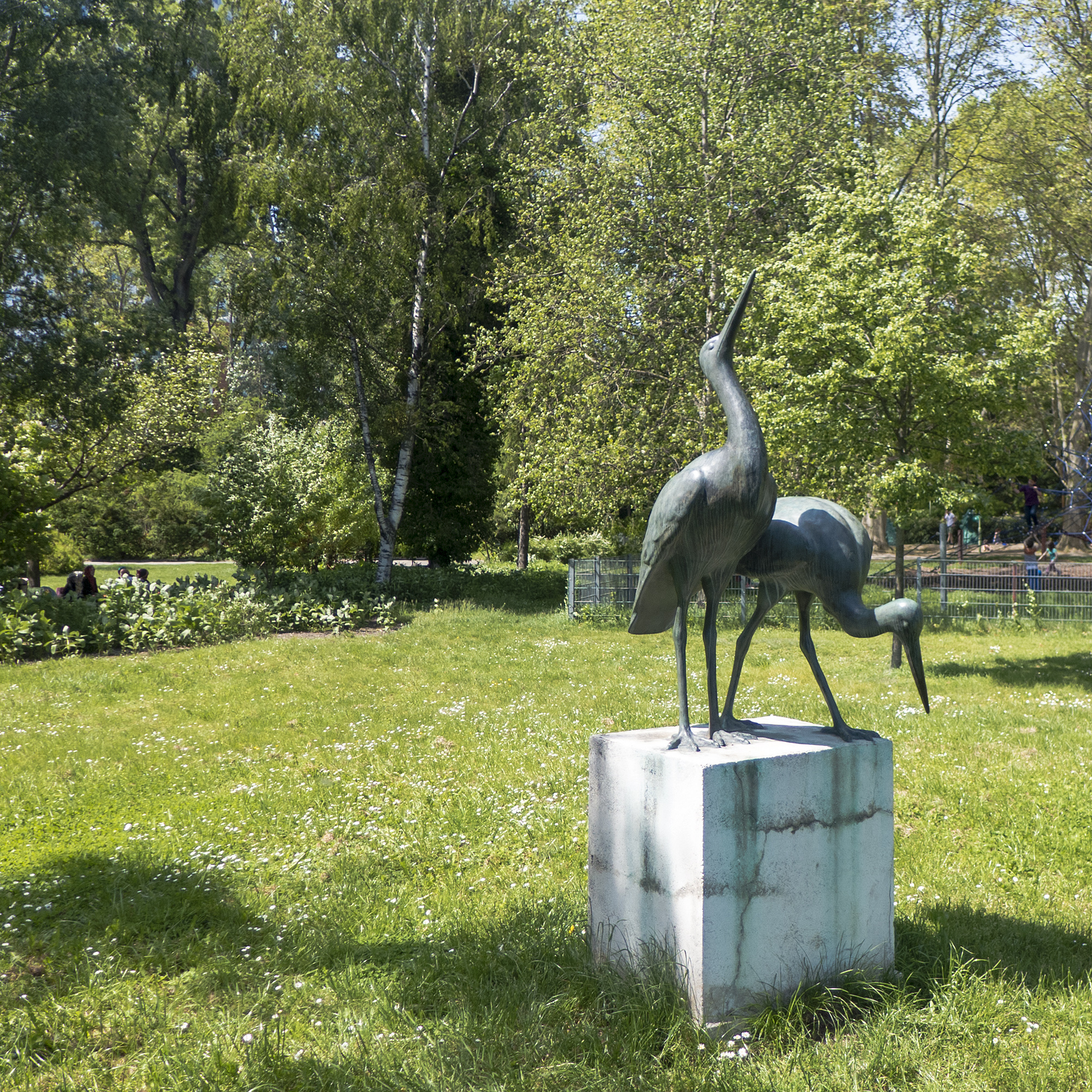
Die Bronzeplastik „Storchenpaar“ im Floridsdorfer Wasserpark aus dem Jahre 1958.

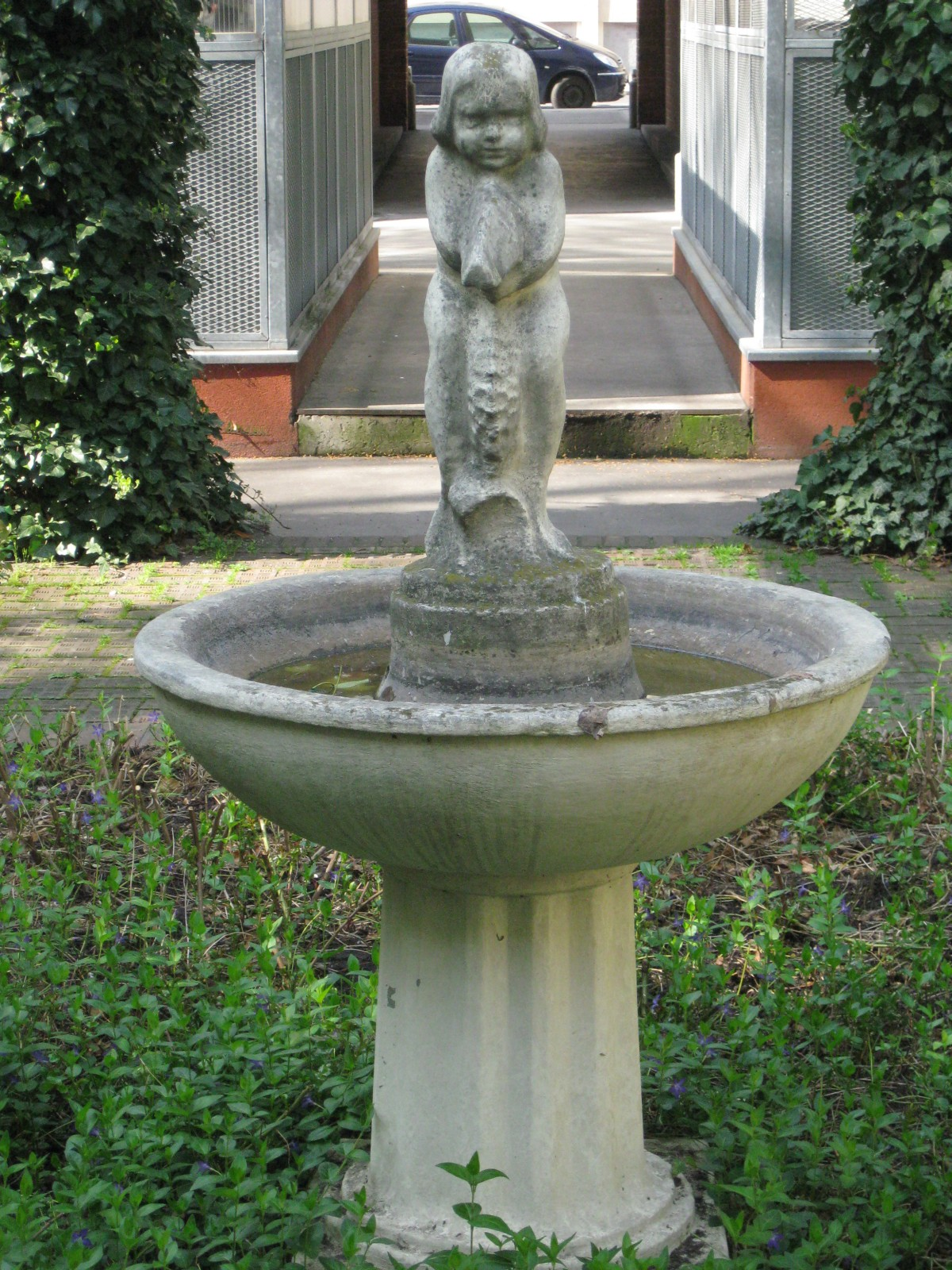
Die Brunnenplastik „Nixchen“ im Josef-Scheu-Hof in der Drischützgasse 5 aus dem Jahre 1926.

Anton Endstorfer wurde am 15. Juli 1880 in der damals noch selbstständigen niederösterreichischen Gemeinde Liesing geboren. Da er aus finanziellen Gründen nicht die Möglichkeit hatte die Akademie der bildenden Künste Wien zu besuchen, nahm er unter anderem Unterricht bei verschiedenen Bildhauern, ehe er im Jahre 1900 Mitarbeiter von Carl Wollek, für den er daraufhin bis 1913 tätig war, wurde. Nachdem er 1915 den von Kaiser Franz Joseph I. aus Privatmitteln gestifteten Kaiserpreis erhielt, wurde er noch im selben Jahr Mitglied des Künstlerhauses Wien. Auch in den 1930er Jahren erhielt Endstorfer diverse Preise und öffentliche Anerkennungen. Da er mit einer Jüdin verheiratet war, wurde er in den Zeiten des Nationalsozialismus mit einem Berufsverbot belegt und war in dieser Zeit als Hilfsarbeiter im Atelier von Edwin Grienauer tätig. Nach dem Zweiten Weltkrieg wurde er wieder vom Künstlerhaus aufgenommen und war danach noch bis 1957 als freier Bildhauer tätig. Im Jahre 1949 wurde ihm der Berufstitel „Professor“ verliehen.
Zu Endstorfers Werken zählen neben diversen Medaillen, Bronzefiguren und Holzarbeiten auch Werke für städtische Wohnhausbauten, die sogenannte Kunst am Bau. Dazu zählen unter anderem „Frühlingsbrunnen“ im Ebert-Hof (Hütteldorfer Straße 16–22) aus dem Jahre 1926, die Brunnenplastik „Nixchen“ im Josef-Scheu-Hof in der Drischützgasse 5 aus dem Jahre 1926 oder ein Relief für Zierbrunnen in der Brüßlgasse 34 aus dem Jahre 1928. Nach dem Zweiten Weltkrieg schuf er unter anderem das Sandsteinrelief „Kinder mit Bezirks- und Stadtwappen“ in der Gumpendorfer Straße 86 (1949), sieben Natursteinreliefs (Männerberufe) als Hauszeichen des Wohnbaus Kapaunplatz 7, fünf Natursteinreliefs (Frauenberufe) als Hauszeichen der Anlage 10 in Laxenburger Straße-Wienerfeld Ost (1953) oder die Skulptur „Storchenpaar“ im Floridsdorfer Wasserpark. Diverse andere Werke Endstorfers sind zudem noch heute im städtischen Wohnbau Wiens zu finden. Außerdem schuf er im Jahre 1936 die Gedenktafel an Viktor Kaplan am Bahnhof Mürzzuschlag.
Sein Atelier hatte Endstorfer, wie auch diverse andere Künstler, wie zum Beispiel Tina Blau oder Hans Scherpe, im Amateur-Pavillon im Wiener Prater. Im Februar 1939 wurde sein Mietverhältnis vom Bildhauer und Medailleur Wilhelm Frass, der seit 1919 im Besitz des Pavillons war, aufgekündigt.
Am 2. September 1961 starb Endstorfer, etwas mehr als sieben Jahre nach seiner Frau Irma, im Alter von 81 Jahren in Wien und wurde in der Feuerhalle Simmering feuerbestattet. Das Grab ist bereits aufgelassen.
Endstorfer war ab 1928 Mitglied der Freimaurerloge Gleichheit und deren Gründungsmitglied nach der Reaktivierung 1948, sowie – neben anderen Funktionen – Ehrenmitglied der Großloge von Österreich ab 1949 und der Logen Zu den 7 Weisen und Mozart (1956), für die er auch ein Bijoux schuf.